# Ancylotrypa nudipes
Ancylotrypa nudipes är en spindelart som först beskrevs av Hewitt 1923.  Ancylotrypa nudipes ingår i släktet Ancylotrypa och familjen Cyrtaucheniidae. Inga underarter finns listade i Catalogue of Life.